# 東京ディズニーシーのサービス施設の一覧
東京ディズニーシーのサービス施設の一覧（とうきょうディズニーシーのサービスしせつのいちらん）は東京ディズニーシー内に設置されたサービス施設の一覧である。

## パーク内施設

### メディテレーニアンハーバー

#### ゲストリレーション
ゲストリレーション(Guest Relations)は、ディズニーシー・プラザにある、さまざまな案内を行っている施設。アトラクションやショーの案内、伝言サービス、外貨両替、遺失物の預かり、発信専用のファクシミリ(有料)などのサービスを扱っている。
場所：ディズニーリゾートライン「東京ディズニーシー・ステーション」1階（ディズニーシー・プラザ側）

##### ガイドツアー
ゲストリレーションでは、東京ディズニーシー内を案内するガイドツアーの受付を行っている。申し込みは当日で東京ディズニーシー開園時間から先着順で受け付けている。ディズニーホテル宿泊者は事前予約ができる。

##### 現在行われているガイドツアー
現在、ガイドツアーの実施はされていない。

##### 過去に行われていたガイドツアー

###### ディズニーマジックの海へ
東京ディズニーシーを巡るグループツアー。パークの魅力に触れることができる。ガイドツアーオリジナルツール、ツアーログが配られる。
DATA
ツアー形態
グループツアー（最大12人）
所要時間
1時間30分
料金
大人・中人2,500円、小人1,000円

###### スタンダードツアー：7つの海をめぐる旅
東京ディズニーシー内をめぐり、東京ディズニーシーの見どころを紹介するツアー。所要時間は約1時間30分。

###### プレミアムツアー：ディズニーシー発見の旅
ゲストの希望に合わせてガイドがプランを作ってくれるツアー。所要時間は約3時間。

###### ディズニーシー・アカデミー：エンターテイメントの世界へ
アメリカンウォーターフロントのドックサイドステージで開催されているショーに参加できるツアー。所要時間は約1時間30分。

###### キッズツアー：失われた宝物を探せ！
2004年4月27日から2011年3月31日に行われた子供を対象としたツアー。そのため、大人は参加できない。「パーク内に隠された宝を探す冒険に出発する」という内容になっている。所要時間は約2時間30分。

###### ディズニーマジックの海へ
東京ディズニーシーを巡るグループツアー。S.S.コロンビア号のデッキでミッキーマウスとの記念撮影もできる。指定されるエンターテイメントの中から一つ好きなものをガイドツアー専用スペースで鑑賞することができる。2016年3月31日に終了。
DATA
ツアー形態グループツアー（最大12人）
所要時間2時間30分
料金大人・中人3,600円、小人2,060円
利用アトラクションシンドバッド・ストーリーブック・ヴォヤッジ、タートル・トーク、ディズニーシー・エレクトリックレールウェイ
利用エンターテイメントファンタズミック！

###### プレミアムツアー
ツアーガイドがアレンジしてパークをご案内するプライベートツアー。指定されるエンターテイメントの中から一つ好きなものをガイドツアー専用スペースで鑑賞することができる。ディズニー・ファストパスのルートを利用してアトラクションに乗ることもできる。2016年3月31日で終了。
DATA
ツアー形態プライベートツアー
所要時間約3時間
料金1グループ（6名まで）21,600円※7名以上は1名につき3,090円ずつ追加（最大10名）
利用可能エンターテイメントビッグバンドビート

#### パークインフォメーションボード
パークインフォメーションボード(Park Information Board)は、アトラクションの待ち時間やディズニー・ファストパスの発券状況、ショーやパレードなどの開催時刻などを知ることができるボード。このボードはパーク内外にある。パーク外のボードについては下記参照。ボードの前には常時キャストがいるので、質問などをすることができる。ロストリバーデルタのディズニーシー・トランジットスチーマーライン乗り場(ロストリバー・アウトフィッター向かい)にも設置されていたがカバーをかけられ現在は使われていない。
場所：「スプレンディード」横

#### 中央救護室
中央救護室(Center First Aid 略称:CFA)は、怪我をした場合や気分が悪くなった場合などに簡易手当てや休養ができる施設で、メディテレーニアンハーバーに設置されている。看護師（ナースキャスト）が常駐し、必要であれば近隣の病院などを紹介し搬送してもらえる。
園内で急傷病人が発生した場合は、最寄りのキャストから連絡を受けて看護師が現場に出動し現場にて緊急対処を行う。なお心停止などの非常事態には救急車で園内に進入することもあるが、通常は車椅子やストレッチャーにて搬送車や救護室に収容する。

- 開設時間：開園時間の1時間前か

#### ベビーセンター
ベビーセンター(Baby Center)は、乳児を連れている保護者のために、おむつの交換用ベッド,授乳室,乳児の食事用施設,乳幼児向けのトイレなどがある施設。
授乳室には男性の保護者は立入禁止。
食事用の備品としては、高温と低温の二種類のお湯が入ったポット,電子レンジ,哺乳瓶洗浄用ブラシなどがある。ベビーセンター内のトイレは、婦人用,紳士用の両方がある。
また、そのほかに粉ミルクや紙おむつ、おしり拭き、ベビーフード、おしゃぶりなども販売している。
スポンサーは明治。
場所：「マンマ・ビスコッティーズ・ベーカリー」横

#### ベビーカー&車イス・レンタル
ベビーカー&車イス・レンタル(Stroller & Wheelchair Rentals)は、ベビーカーや車イス、電動カートなどの貸し出しを行っている施設。それぞれ有料となっている。
保証金は、返却時に返金される。
スポンサーは第一生命。
場所：パークエントランス・サウスの再入園口横
- 場所：宅配センター横

#### 迷子センター
迷子センター(Lost Children)は、迷子になってしまった子供(小学生以下)を保護する施設。迷子になった子供が現れた場合、すぐにパーク内外のキャストに連絡が入り、保護者と会えるようにする。
- 場所：「ベビーセンター」内

#### カードバンキング (三井住友銀行)
カードバンキング (三井住友銀行)(Card Banking (Sumitomo Mitsui Banking Corporation))は、ディズニーシー・プラザにある三井住友銀行の出張所である(きちんと、三井住友銀行の公式サイトにも「東京ディズニーシー出張所」と記載されている)。東京ディズニーランドの三井住友銀行と異なり、ATMのみの設置（エーティーエムサービス東日本支店管理）で窓口はない。午前8時～午後9時まで利用できる。
- 場所：ディズニーリゾートライン「東京ディズニーシー・ステーション」1階（ディズニーシー・プラザ側）

#### 宅配センター
宅配センター(Home Delivery Service)は、ディズニーシー・プラザにある、パーク内で購入した商品（一部の商品を除く）の配送を受け付けている施設である。チョコレートなどの商品をクール便で配送することも可能である。
- 提供：日本通運
- 場所：ベビーカー&車イス・レンタル横

#### ビリエッテリーア
メディテレーニアンハーバーの、ダ・ヴィンチズ トラベルフォトがあった場所にビリエッテリーア（biglietteria、イタリア語で「切符売場」の意）という名の抽選所が開設されている。TDLのトゥモローランド・ホールのような役割として、限定イベントの抽選に使われる。

### アメリカンウォーターフロント

#### 授乳室
「タワー・オブ・テラー」左横レストルームにある。お湯の提供や商品の販売はない。

### マーメイドラグーン

#### マーメイドラグーン・ベビーケアルーム
授乳室とおむつ交換台がある。お湯の提供や商品の販売はない。
- 場所：「キス・デ・ガール・ファッション」の近く

### パークワイド

#### メールボックス
メールボックス(Mailboxes)は、パーク内各所に設置されているポスト。ここから葉書を出すと、スペシャルイベント柄のスタンプを押してくれる(スペシャルイベント開催時のみ)。切手はメールボックス付近のショップで販売している。2021年5月現在の設置場所は以下の通り。
メディテレーニアンハーバー
- ディズニーリゾートライン「東京ディズニーシー・ステーション」1階（ディズニーシー・プラザ側）
- 「フォトグラフィカ」横
- 「エンポーリオ」前
- 「ビリエッテリーア」横

アメリカンウォーターフロント
- 「スチームボート・ミッキーズ」横

ポートディズカバリー
- 「ディスカバリーギフト」横

ロストリバーデルタ
- 「ロストリバーアウトフィッター」横

アラビアンコースト
- 「アグラバーマーケットプレイス」横

マーメイドラグーン
- 「トリトンズキングダム」アラビアンコースト寄りの出入り口横

ミステリアスアイランド
- 「ノーチラスギフト」横

#### ハンドウォッシングエリア
ハンドウォッシングエリアは、ミッキーシェイプの泡で手を洗うことのできる施設。
- 提供：花王株式会社

設置場所
- ニュージーズ・ノヴェルティ横
- リフレッシュメント・ステーション付近

#### 灰皿設置場所
灰皿設置場所(Smoking Areas)は、パーク内に設置されている喫煙場所。東京ディズニーリゾートでは分煙化に取り組んでおり、灰皿がある場所以外での喫煙は禁じられている(ポケット灰皿も不可)。
灰皿の数も徐々にだが少なくなってきており、以前あった場所が廃止、移設されることもある。
2021年5月現在の設置場所は以下の通り。パーク外の設置場所については下記参照。
- 「フォートレス・エクスプロレーション」内
- ブロードウェイミュージックシアター横の「ディズニーシー・エレクトリックレールウェイ」高架下
- アラビアンコースト「オープンセサミ」と「カスバ・フードコート」の間

#### レストルーム
レストルーム(Restrooms)は、パーク各所に設置されている。レストルームには3種類ある。2021年5月現在の設置場所は以下の通り。パーク外のレストルームについては下記参照。
メディテレーニアンハーバー
- 「宅配センター」横
- パークエントランス・ノースの再入園口横
- 「ビリエッテリーア」裏側
- 「中央救護室」横
- 「フォートレス・エクスプロレーション」横(ポンテ・ベッキオ橋側)

アメリカンウォーターフロント
- 「ディズニーシー・エレクトリックレールウェイ」アメリカンウォーターフロント駅舎1階
- 「タワー・オブ・テラー」と「トイビル・トロリーパーク」の間
- 「アーント・ペグズ・ヴィレッジストア」横

ポートディスカバリー
- 「ディズニーシー・エレクトリックレールウェイ」ポートディスカバリー駅舎1階(ホライズンベイ・レストラン横)

ロストリバーデルタ
- 「インディ・ジョーンズ・アドベンチャー:クリスタルスカルの魔宮」出口横
- 「ミゲルズ・エルドラド・キャンティーナ」横(ハンガーステージ側)

アラビアンコースト
- 「サルタンズ・オアシス」付近
- 「キャラバンカルーセル」横

マーメイドラグーン
- 「キス・デ・ガール・ファッション」横

ミステリアスアイランド
- 「ノーチラスギフト」横

その他、一部レストラン内にも設置。
レストルームは、
- 一般の人が使用できるレストルーム
- 障害のある人が優先的に使用できる広い個室があるレストルーム
- 介護用ベッドが設置されているレストルーム

の3種類ある。

#### コインロッカー
コインロッカー(Storage Lockers)は、パークのメインエントランスに2箇所(いずれもパーク内。パーク外のコインロッカーについては下記参照)設置されている。荷物を預けられるのは預けた当日のみ。
場所と数とサイズはそれぞれ以下の通り。
- 「宅配センター」と「フォトグラフィカ」の間（サウス内側）
- 「ヴァレンティーナズ・スウィート」横（ノース内側）

| 場所       | サイズ | 小型 | 中型 | 中型 | 大型 | 大型 | 特大  |
| 場所       | 料金   | \300 | \400 | \400 | \500 | \500 | \600  |
| 場所       | 個数   | S    | M    | ML   | L    | LL   | XL    |
| ---------- | ------ | ---- | ---- | ---- | ---- | ---- | ----- |
| サウス内   | 776    | 530  | 144  | -    | 102  | -    | -     |
| ノース内   | 880    | 600  | 160  | -    | 120  | -    | -     |
| サイズ(cm) | 縦     | 20   | 37   | 37   | 50   | 77.5 | 117.5 |
| サイズ(cm) | 横     | 36   | 36   | 36   | 36   | 36   | 36    |
| サイズ(cm) | 奥行   | 42   | 42   | 57   | 42   | 57   | 57    |

#### 公衆電話
公衆電話(Public Telephones)は、パーク内各所に設置されている。また、国際電話に対応している電話もある。2021年5月現在の設置場所は以下の通り。
メディテレーニアンハーバー
- 「宅配センター」横
- パークエントランス・ノースの再入園口横
- 「ビリエッテリーア」」乗り場前
- 「フォートレス・エクスプロレーション」横(ポンテ・ベッキオ橋側)

アメリカンウォーターフロント
- 「ディズニーシー・エレクトリックレールウェイ」アメリカンウォーターフロント駅舎1階
- 「アーント・ペグズ・ヴィレッジストア」横

ポートディスカバリー
- 「ディズニーシー・エレクトリックレールウェイ」ポートディスカバリー駅舎1階(ホライズンベイ・レストラン横)

ロストリバーデルタ
- 「インディ・ジョーンズ・アドベンチャー:クリスタルスカルの魔宮」出口横
- 「ミゲルズ・エルドラド・キャンティーナ」横(ハンガーステージ側)

アラビアンコースト
- 「サルタンズ・オアシス」付近
- 「キャラバンカルーセル」横

マーメイドラグーン
- 「キス・デ・ガール・ファッション」横

ミステリアスアイランド
- 「ノーチラスギフト」横

## パーク外施設

### チケットブース・ノース／チケットブース・サウス
チケットブース・イースト／チケットブース・ウエスト（Ticket Booths East / Ticket Booths West）はパーク入り口手前にある施設。パークチケットの販売および券種変更を行う。

### 東京ディズニーシー・インフォメーション
東京ディズニーシー・インフォメーション(Tokyo DisneySea Information)は、パークの情報を取り扱う施設。「ゲストリレーション」と同じようにアトラクションやショーの案内、遺失物の問い合わせなどを行っているほか、ギフトカードの販売も行っている。パーク外にあるので入園しなくても利用できる。
- 営業時間：開園30分前～12：30
- 場所：ディズニーリゾートライン「東京ディズニーシー・ステーション」1階（パークエントランス・ノース側）

### 団体チケットブース
団体チケットブース(Group Sales Window)は、主に25名以上の団体応対用の窓口。団体パスポートやギフトカード、フードバウチャーの販売、前売りの期日指定パスポート、日付指定無パスポート、特別営業のパスポートなどの販売を行っている。
- 営業時間：開園1時間前～15：00
- 場所：南側の「ピクニックエリア」と「パークウェイギフト・サウス」の間

### コインロッカー(パーク外)
コインロッカー(Storage Lockers)は、パーク内外にあるが、こちらではパーク外のコインロッカーについて解説する。パーク内のコインロッカーについては上記参照。パーク外のコインロッカーは下記の6箇所に設置されている。
- ノースゲストサービス（2か所）
- ディズニーリゾートライン「東京ディズニーシー・ステーション」1階駅舎サウス側出口付近（駅舎サウス）
- セントラルゲストサービス
- ディズニーリゾートライン「東京ディズニーシー・ステーション」1階駅舎ノース側出口横（駅舎ノース）
- サウスゲストサービス

### ピクニックエリア
ピクニックエリア(Picnic Areas)は、持参した弁当や飲み物を自由に飲食できるスペース。東京ディズニーシーでは飲食物の持ち込みは禁止されている(ペットボトル、水筒を除く)ので、食べ物などはここでしか食べることができない。エントランスの両脇に2箇所設置されている。
- 場所：「東京ディズニーシー・ホテルミラコスタ」ロータリー横と「フォトテラス」横

### フォトテラス
フォトテラス(Photo Terrace)は、グループで自由に写真が撮れるスペース。
※パーク内では団体（10名以上）写真の撮影は禁止されている。
場所：南側の「ピクニックエリア」横

### ゲストサービス施設
- ノースゲストサービス　ディズニーリゾートライン「東京ディズニーシー・ステーション」ノース側出口からバス&タクシーターミナルへ向かう通路上立体駐車場前
- セントラルゲストサービス　ディズニーリゾートライン「東京ディズニーシー・ステーション」1階サウス側出口付近
- サウスゲストサービス

ゲストサービス施設は、レストルームやコインロッカー、喫煙所、水飲み場などがまとめて設置されている施設。この名称でゲストが呼ぶ事は少ない。

### レストルーム(パーク外)
レストルーム(Restrooms)は、パーク内外にあるが、こちらではパーク外のレストルームについて解説する。パーク内のレストルームについては上記参照。パーク外のレストルームの設置場所については下の通り。
- ノースゲストサービス
- セントラルゲストサービス
- サウスゲストサービス

### 公衆電話(パーク外)
公衆電話(Public Telephons)は、パーク内外にあるが、こちらではパーク外の公衆電話について解説する。パーク内の公衆電話については上記参照。パーク外の公衆電話の設置場所については下の通り。
- ノースゲストサービス
- セントラルゲストサービス
- 「東京ディズニーシー・インフォメーション」前
- サウスゲストサービス

### 灰皿設置場所(パーク外)
灰皿設置場所(Smoking Areas)は、パーク内外にあるが、こちらではパーク外の灰皿設置場所について解説する。パーク内の灰皿設置場所については上記参照。パーク外の灰皿設置場所はサウス側に1か所にのみである（2021年5月現在）。また、パーク外であっても、喫煙は指定された場所でしかできない。

### 水飲み場(パーク外)
- ノース側
  - ノースゲストサービス前
  - 「ピクニックエリア」横階段脇
  - 「バス＆タクシーターミナル」ミラコスタ側
- サウス側
  - サウスゲストサービス前
  - 「東京ディズニーシー・立体駐車場」前
  - 「ピクニックエリア」

### パークウェイギフト・サウス/パークウェイギフト・ノース
このショップについては東京ディズニーシーのショップを参照。

### ゲストパーキング
ゲストパーキング(Guest Parking)は、乗用車などで来園したゲストの人が利用できる駐車場。駐車場には名前がエリアごとにそれぞれついている。大型バスなどは立体駐車場ではなく、「タワー・オブ・テラー」裏のパーキングに回される。
- 場所：東京ディズニーシーのエントランスの東側一帯、「タワー・オブ・テラー」裏

## 終了したサービス施設

### ペットクラブ
ペットクラブ(Pet Club)は、パーク内に持ち込めない犬や猫などのペットを預かる施設。申し込みには身分証明書などが必要となる。預かり期限は当日のみ。また、飼い主に必要なペット(盲導犬や聴導犬など)は園内に連れて行ける。2018年3月31日クローズ。
場所：サウスゲストサービス（パークエントランス・サウス横）

## 非公開サービス施設
非公開サービス施設は(Closed Service)は、一般ゲストを対象としていない、一部特定のゲストの為の施設である。通常一般ゲストが自由に利用することは出来ない。

### ティーチャー・センター
ティーチャー・センター(Teacher Center)は、学校団体を引率してきている学校関係者が園内の学校団体ゲストなどに不測の事態が起きた場合に対応する為に待機したり、入園を計画している学校団体関係者を接待したりする為のスペース。引率者にポケットベルや内線PHSを貸与したりしている。
場所：「東京ディズニーシー・団体窓口」横

### バスドライバーズ・ラウンジ
バスドライバーズ・ラウンジ(Bus Drivers Lounge)は、観光バス運転手やバス添乗員、旅行会社の添乗員等が、旅客がパーク内で滞在している時間に休憩したり、食事したりするためのスペース。食事と喫茶を提供しているカウンターサービスのレストランを併設している。一般のゲストには公開されていない。東京ディズニーランドにも同様の施設がある。
場所：南側の「ピクニックエリア」横

### ポートディスカバリー救護室
ポートディスカバリー救護室(Port Discovery First Aid 略称:PFA)は、怪我をした場合や気分が悪くなった場合などに簡易手当てや休憩が出来る施設で、ポートディスカバリーに設置されている。看護師が常駐し応急対処のほか、必要と有れば近隣の病院などを紹介し搬送してもらえる。
バックステージにある施設の為キャストのエスコートがないと利用できない。
開設時間：9時頃から18時頃まで。閑散期は開設されない場合もある。
場所：「ニモ&フレンズ・シーライダー」ファストパス発券所と「ホライズンベイ・レストラン」の間、木戸内(バックステージ)

### アラビアンコースト救護室
アラビアンコースト救護室(Arabian Coast First Aid 略称:ACFA)は、怪我をした場合や気分が悪くなった場合などに簡易手当てや休憩が出来る施設で、アラビアンコーストに設置されている。看護師が常駐し応急対処のほか、必要と有れば近隣の病院などを紹介し搬送してもらえる。
バックステージにある施設の為キャストのエスコートがないと利用できない。
レイジングスピリッツが建設されるまではロストリバーデルタのレイジングスピリッツの位置に所在していた。
開設時間：9時頃から18時頃まで。閑散期は開設されない場合もある。
場所：「レイジングスピリッツ」、「シンドバッド・ストーリーブック・ヴォヤッジ」間、木戸内(バックステージ)

### アメリカンウォーターフロント救護室(クローズ)
アメリカンウォーターフロント救護室(American Waterfront First Aid 略称:AWFA)は、怪我をした場合や気分が悪くなった場合などに簡易手当てや休憩が出来る施設で、アメリカンウォーターフロントに設置されていた。2018年3月30日をもってクローズ。

### スポンサーラウンジ
スポンサーラウンジ(Sponsor Lounge)は、古くからのオフィシャルスポンサーの企業各社が招待客を接待するのに使用する非公開ラウンジ、一般人がもっとも利用しやすいラウンジとしては第一生命のラウンジが保険契約の景品に使われているので有名である。
通常はラウンジ内でドリンクの提供を受けて休息の後に施設に案内となっている。
開設時間：各ラウンジの予約状況により異なる。（予約がなければ開設されないことが多い。)
場所：各提供施設付近

#### JALラウンジ
JALラウンジ(JAL Lounge)は、日本航空のスポンサーラウンジ。
- DATA
- エリア アメリカンウォーターフロント
- 場所 ブロードウェイ・ミュージックシアターの2階
- 入口 ブロードウェイ・ミュージックシアターのホワイエ
- 企業 日本航空株式会社

#### キリンラウンジ
キリンラウンジ(Kirin Lounge)は、キリンのスポンサーラウンジ。
- DATA
- エリア アメリカンウォーターフロント
- 場所 S.S.コロンビア号の4階（Aデッキ）
- 入口 S.S.コロンビア号のエレベーター
- 企業 キリン（キリンビール/キリンビバレッジ）

#### 第一生命保険ラウンジ
第一生命保険ラウンジ(Dai-ichi Mutual Life Insurance Lounge)は、第一生命保険のスポンサーラウンジ。保険契約の販促としてよく使われている。
- DATA
- エリア ミステリアスアイランド
- 場所 センター・オブ・ジ・アースの3階
- 入口 センター・オブ・ジ・アースの出口階段下
- 企業 第一生命保険株式会社

#### ジェーシービーラウンジ
ジェーシービーラウンジ(JCB Lounge)は、ジェーシービーのスポンサーラウンジ。
- DATA
- エリア ポートディスカバリー
- 場所 ストームライダーの3階
- 入口 ストームライダーの入口脇
- 企業 JCB株式会社

#### コカ・コーララウンジ
コカ・コーララウンジ(Coca-Cola Lounge)は、コカ・コーラのスポンサーラウンジ。
- DATA
- エリア ミステリアスアイランド
- 場所 海底2万マイルの2階
- 入口 海底2万マイルのファストパス発券所側
- 企業 日本コカ・コーラ株式会社

#### パナソニックラウンジ
パナソニックラウンジ(Panasonic Lounge)は、パナソニックのスポンサーラウンジ。
- DATA
- エリア ロストリバーデルタ
- 場所 インディ・ジョーンズ・アドベンチャー:クリスタルスカルの魔宮の1階
- 入口 インディ・ジョーンズ・アドベンチャー:クリスタルスカルの魔宮の出口側
- 企業 パナソニック